# مامر

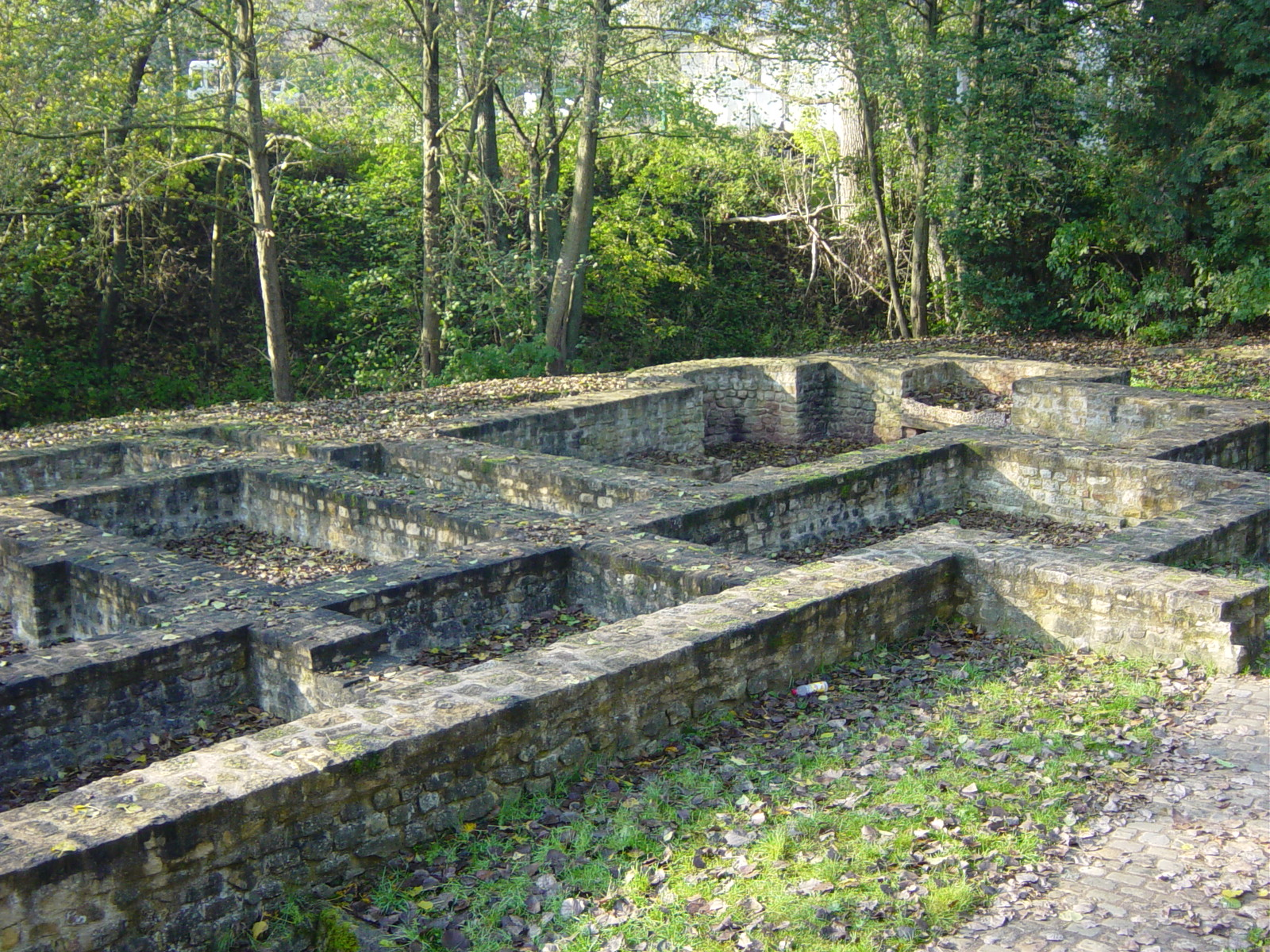
أطلال حمامات جالو الرومانية

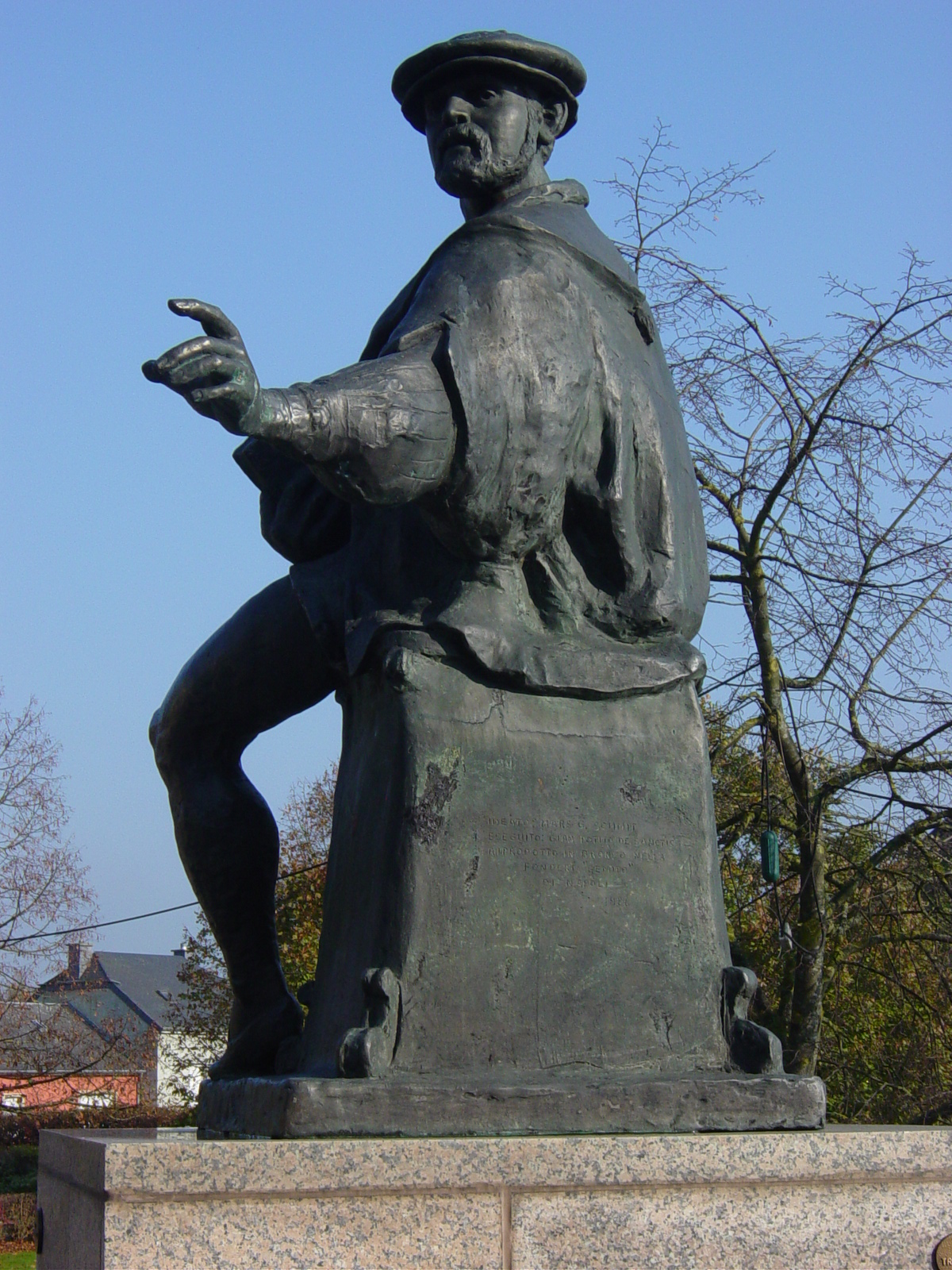
تمثال نيكولاس ماميرانوس ، مامر

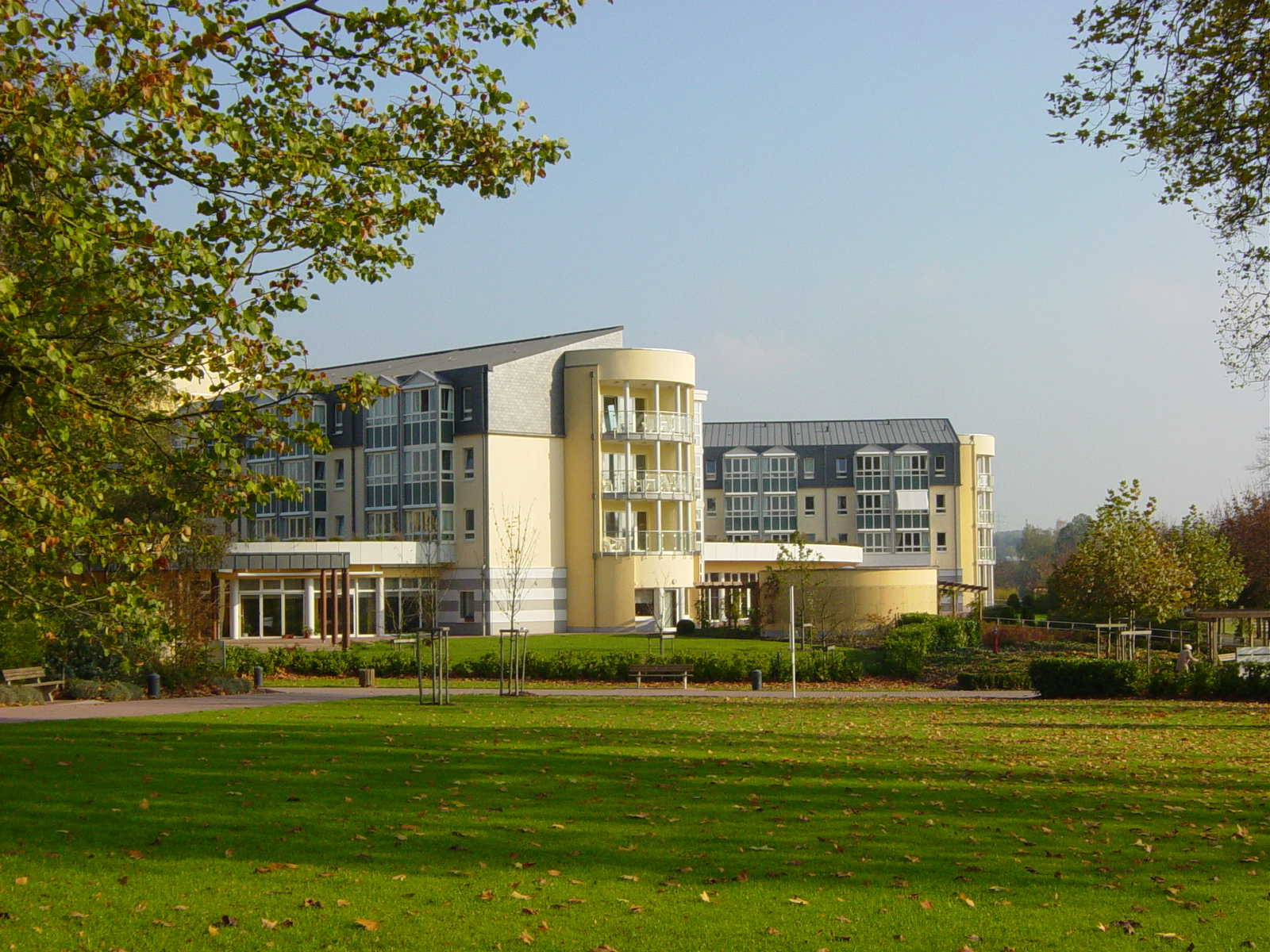
دار التقاعد

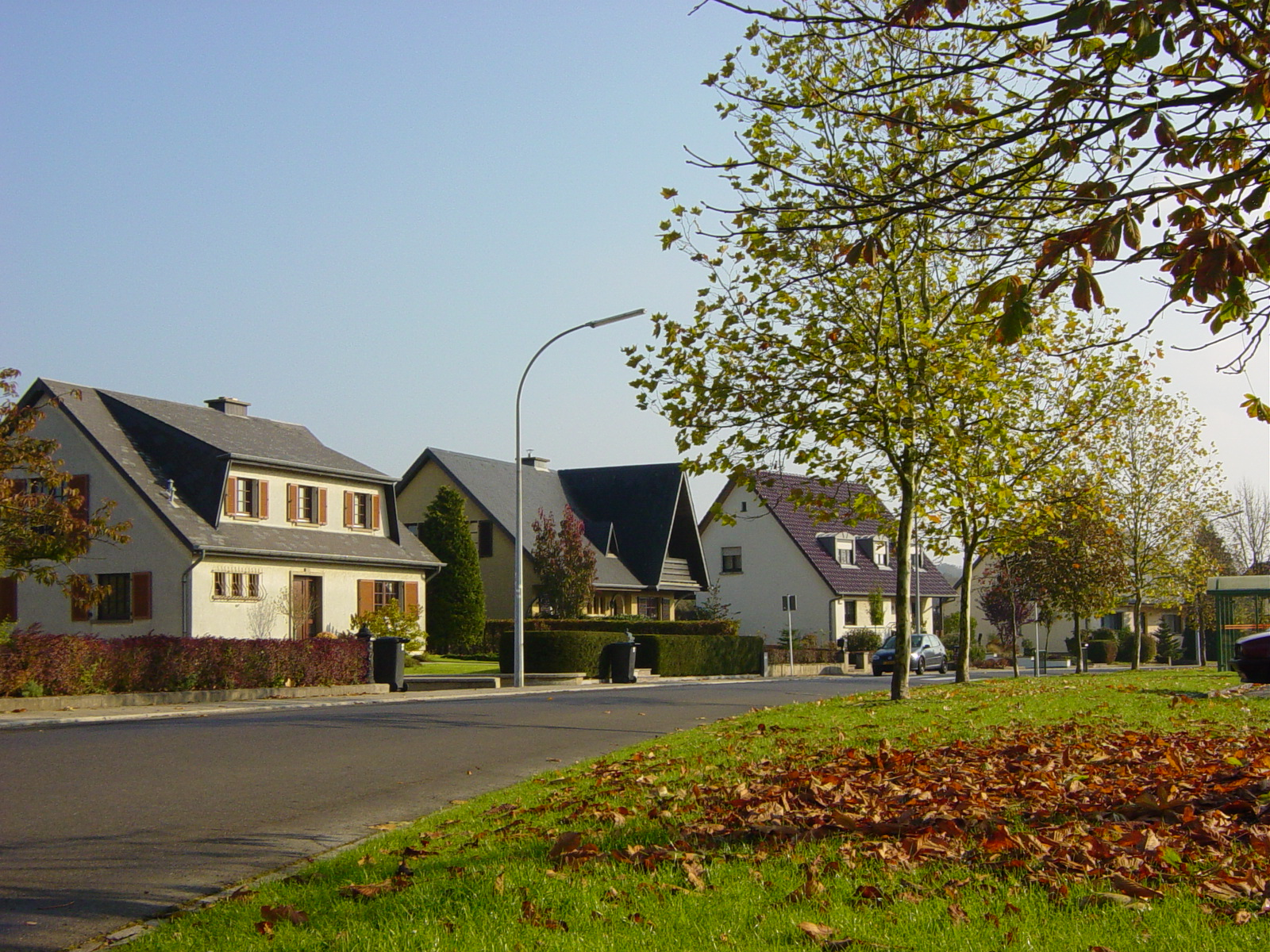
مونت رويال: نموذج لمناطق مامر السكنية

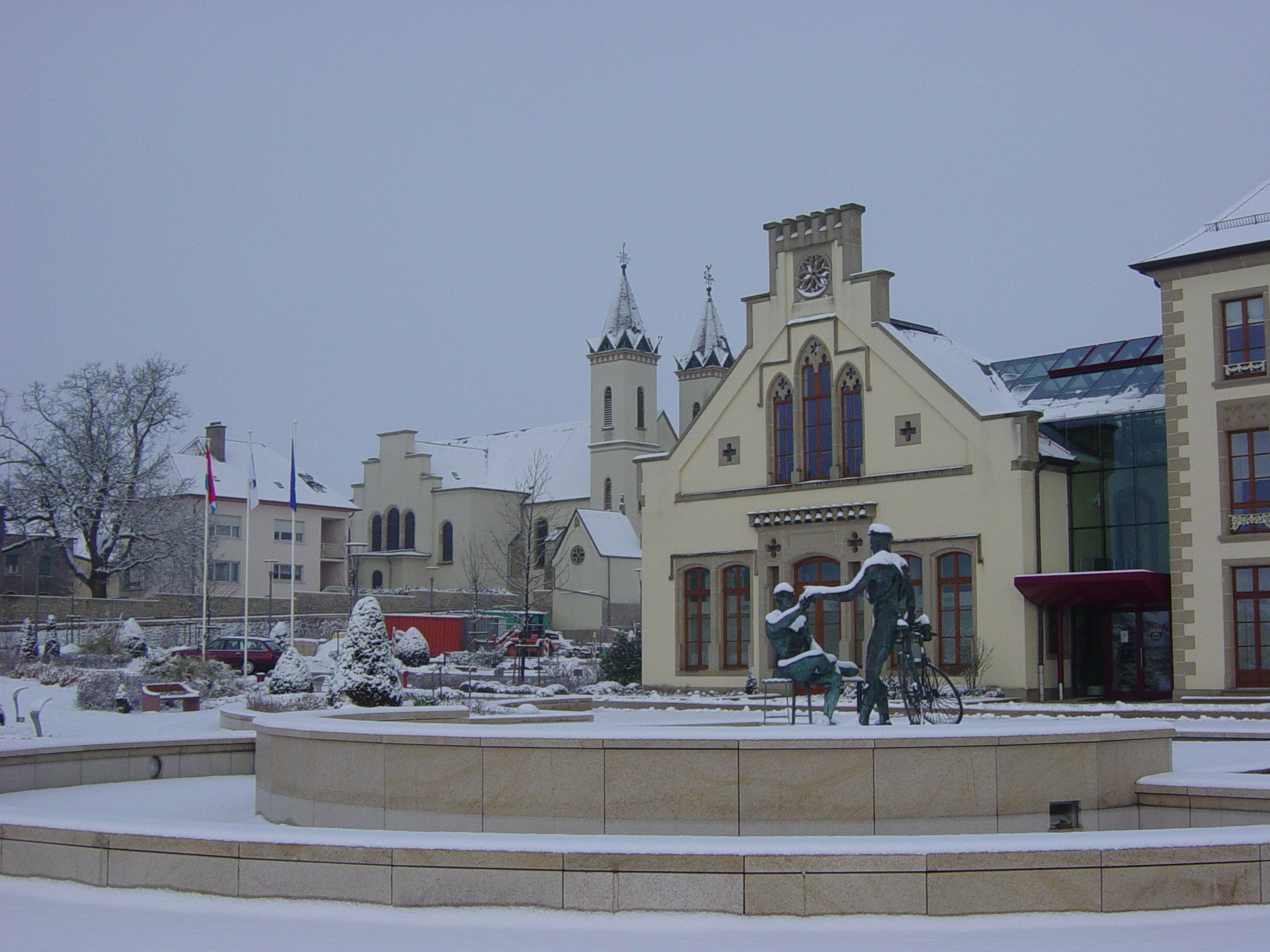
مامر مع رش الثلج

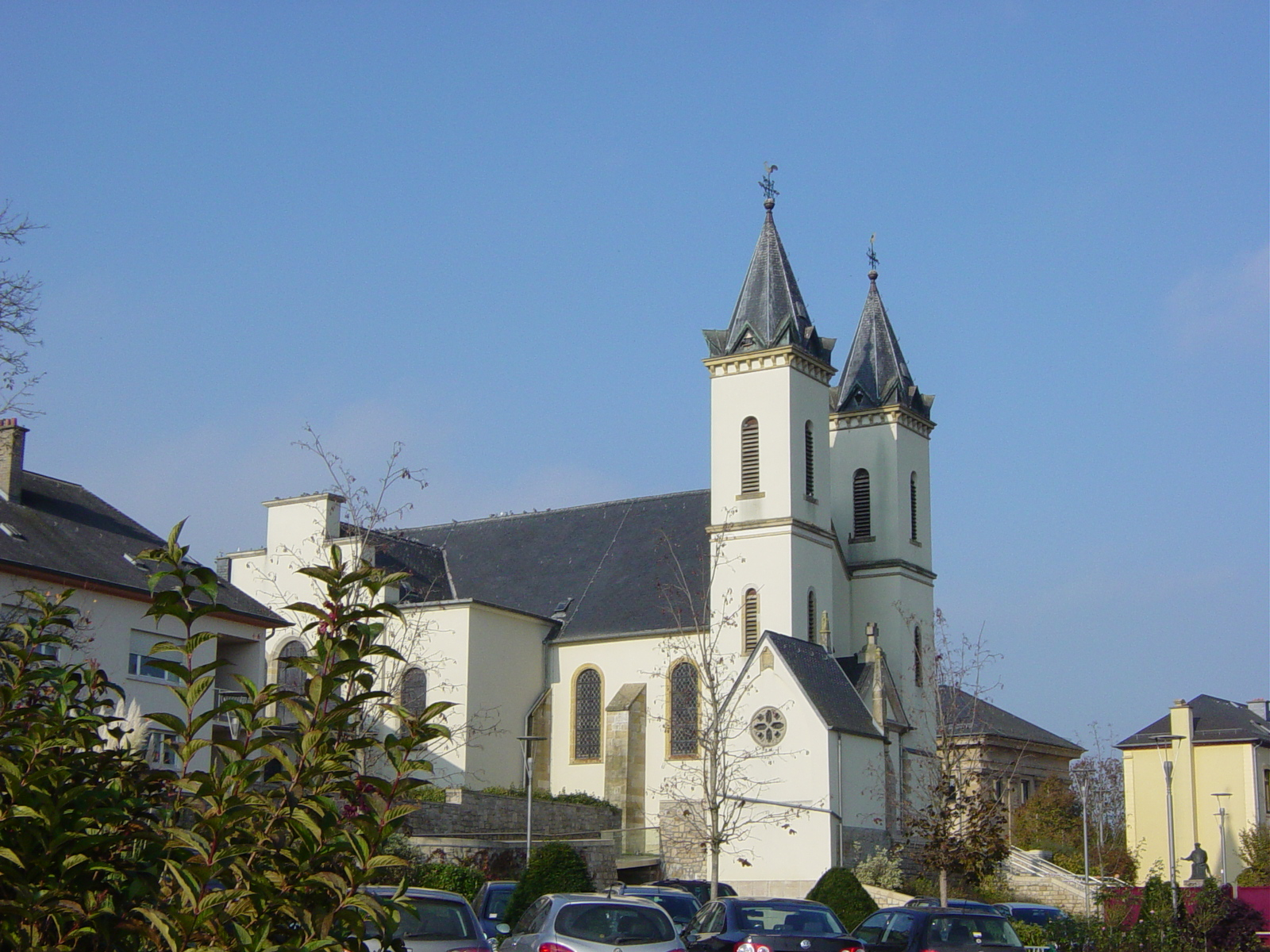
كنيسة رعية مامر بُنيت عام 1723

مامر هي بلدة في جنوب غرب لوكسمبورغ.

## نبذة
تقع على بعد 7 كيلومتر (4.3 ميل) غرب مدينة لوكسمبورغ، تقع على نهر مامر.